# 罗桥水库
罗桥水库是中国湖北省襄阳市枣阳市境内的一座水库，位于泥河主流上，建于1960年。水库正常库容为5130万立方米，集雨面积为114.3平方千米，海拔为117.8米。